# Macroderes pristinus
Macroderes pristinus là một loài bọ cánh cứng trong họ Bọ hung (Scarabaeidae).